# سفارة البرازيل في إسبانيا
سفارة البرازيل في إسبانيا هي أرفع تمثيل دبلوماسي لدولة البرازيل لدى إسبانيا. تقع السفارة في وهي تهدف لتعزيز المصالح البرازيلية في إسبانيا.

## وصلات خارجية
- قائمة سفارات البرازيل
- قائمة السفارات في إسبانيا